# William H. Wilmarth
William Henry „Bill“ Wilmarth (* 3. August 1904 in Mailand; † 25. Januar 1999 in Ojai) war ein US-amerikanischer Toningenieur und Toneffektmixer. Er wurde zweimal für den Oscar nominiert.
William H. Wilmarth war erstmals 1933 am Film-Musical Ciboulette von Claude Autant-Lara als Tontechniker beteiligt. Bis 1961 (Robur, der Herr der sieben Kontinente) wirkte er an etwa 85 Kinofilmen mit. In den 1950er-Jahren war er auch beim frühen Fernsehen (The Liberace Show, The Dodge Dancing Party) als Toningenieur tätig. Mitte der 1930er-Jahre arbeitete er in Frankreich. Höhepunkte der Karriere waren zwei Nominierungen für den Oscar für die besten Spezialeffekte. 1942 wurde Wilmarth mit Lawrence W. Butler für Lord Nelsons letzte Liebe nominiert, sie unterlagen jedoch I Wanted Wings. Im folgenden Jahr war er erneut mit Butler nominiert, ihr von Zoltan Korda dirigierter Film Das Dschungelbuch unterlag jedoch Cecil B. DeMilles Piraten im karibischen Meer.

## Filmografie
- 1933: Ciboulette
- 1934: Kameliendame
- 1934: Die Krise ist vorbei
- 1935: Lucrecia Borgia
- 1936: Marinella
- 1937: Paradise Isle
- 1937: Love Takes Flight
- 1939: Der Mann mit der eisernen Maske
- 1939: Laurel und Hardy: In der Fremdenlegion
- 1939: In der Maske des Bruders
- 1940: Wundervolles Weihnachten
- 1941: Lord Nelsons letzte Liebe
- 1941: Die Unvollendete
- 1941: Ein Frauenherz
- 1942: Das Dschungelbuch
- 1942: Friendly Enemies
- 1942: Hillbilly Blitzkrieg
- 1942: Der König von Texas
- 1943: Border Patrol
- 1945: Schlachtgewitter am Monte Cassino
- 1945: Apology for Murder
- 1945: Unter schwarzer Flagge
- 1945: How Doooo You Do!!!
- 1945: Black Market Babies
- 1945: Getting Gertie's Garter
- 1945: Club Havana
- 1946: Fuzzy schreckt vor nichts zurück
- 1946: Charlie Chan – Ein fast perfektes Alibi (Dark Alibi)
- 1946: Skandal im Sportpalast
- 1946: Fuzzy der Draufgänger
- 1946: Behind the Mask
- 1946: The Gay Cavalier
- 1946: Danny Boy
- 1946: Hot Cargo
- 1946: Don't Gamble with Strangers
- 1946: Gentleman Joe Palooka
- 1946: Der Todesreifen
- 1947: Affäre Macomber
- 1947: The Red House
- 1953: Die gläserne Mauer
- 1961: Robur, der Herr der sieben Kontinente